# Pietragalla
Pietragalla (Ptraadd in dialetto lucano) è un comune italiano di 3 754 abitanti della provincia di Potenza in Basilicata, il cui centro è costruito su un breve ripiano terrazzato, a 839 m s.l.m., sul versante sinistro del torrente Cancellara.

## Storia
Il nome del paese sembra aver avuto origine intorno al X secolo dal termine medievale. Lo stemma di Pietragalla è un gallo su tre monti e nei monti tre torri incluse. I tre monti rappresentano "Terra", "Serra" e "San Michele". Le tre torri indicano i tre principali accessi al centro storico: "Arco Melazzi", "Arco Settanni" e "Arco Via fratelli Bandiera".
Nel 1861, anno dell'unità d'Italia, il paese fu teatro di un rilevante episodio della guerra del brigantaggio. La lunga scorreria iniziata nei primi giorni del novembre 1861 da parte delle grosse formazioni capitanate da Carmine Crocco e José Borjes interessò il 16 novembre anche il paese di Pietragalla che fu in parte saccheggiato. Popolazione e guardie nazionali opposero una resistenza accanita arrecando numerose perdite agli assalitori. Giunti i soccorsi, i briganti furono costretti a ritirarsi. Il Consiglio Provinciale della Basilicata dell'11 gennaio 1862, nel considerare eroica la resistenza di Pietragalla, dichiarò: «Benemeriti della patria [...] anche i cittadini di Pietragalla [...] che con tanto coraggio e tanto patriottismo seppero difendere le mura dei padri loro». Raccolto il bottino, le formazioni brigantesche, inseguite da reparti di truppa e da contingenti di guardie nazionali, si ritirarono su Castel Lagopesole, dove cercarono di riordinarsi.

## Monumenti e luoghi d'interesse
- Chiesa madre
- Palmenti
- Palazzo Ducale

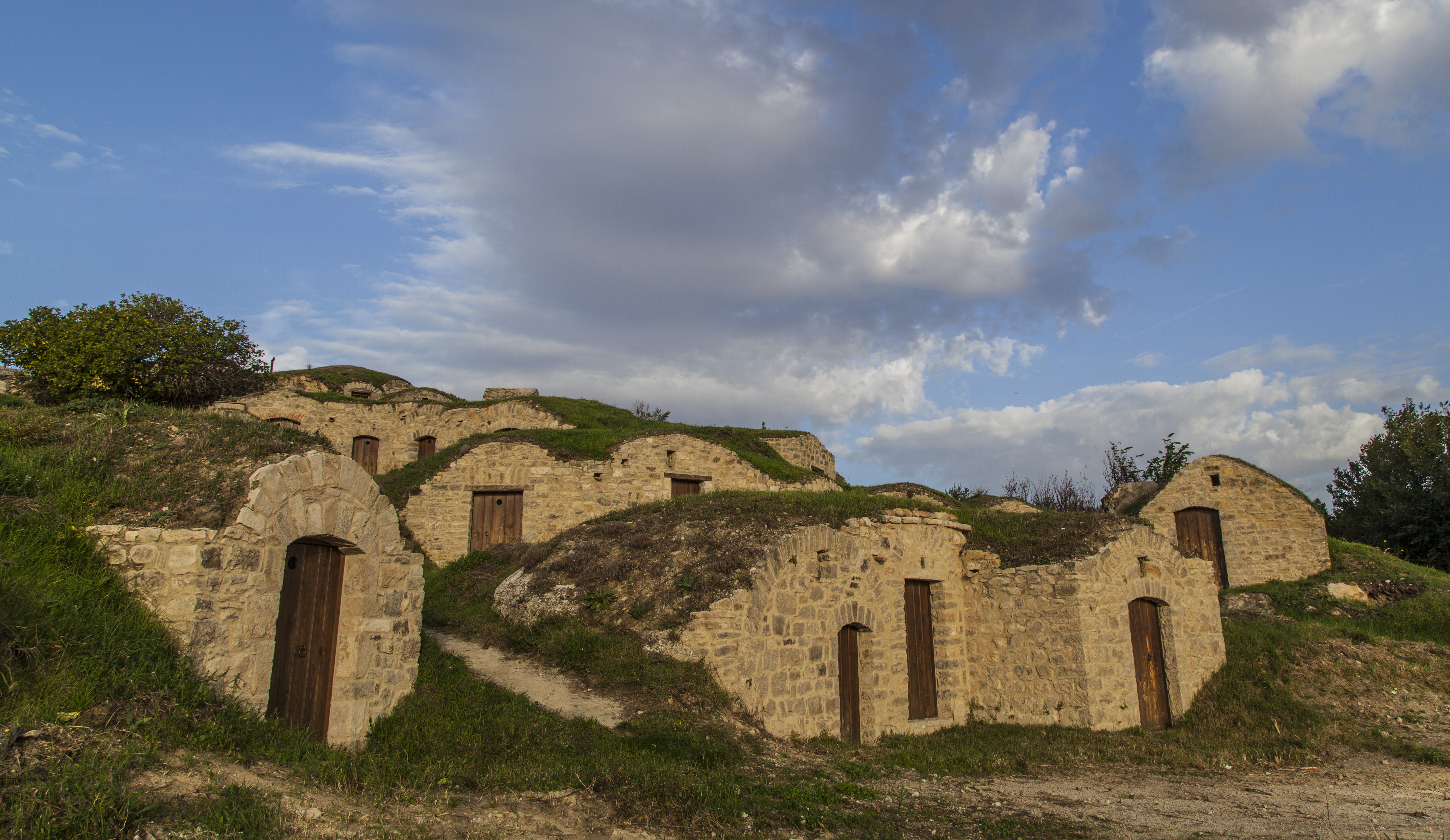
I palmenti di Pietragalla

I palmenti sono un complesso di strutture ipogee, che hanno origine nella prima metà del XIX secolo. L'etimologia del termine "palmento" ha diverse ipotesi: alcuni studiosi sostengono che derivi dal latino pavimentum, ad indicare il piano pavimentale dove si pigiavano le uve; altri sostengono derivi da pavire, ossia l'atto del pigiare, battere. Il palmento è un manufatto che rappresenta una singolare realizzazione di architettura rurale, unica nel suo genere. Il contesto paesaggistico originato deriva da un'aggregazione di manufatti perfettamente in armonia con il contesto territoriale. Qui avveniva la pigiatura delle uve e la fermentazione del mosto. L'interno del palmento presenta due o tre vasche differenziate a seconda delle necessità produttive. L'uva raccolta nei vigneti circostanti e trasportata tramite asini e bigonce, veniva versata nella vasca di dimensioni inferiori e pigiata a piedi nudi. Il mosto, attraverso un apposito foro, fuoriusciva nella vasca sottostante in cui si adagiavano anche i raspi. Al di sopra dell'ingresso di ogni palmento, una feritoia consentiva la fuoriuscita dell'anidride carbonica che si generava all'atto della pigiatura. Dopo circa 20 giorni di fermentazione, il vino spillato veniva depositato in botti di legno di fattura artigianale e conservato nelle caratteristiche cantine (rutt) ubicate a nord del centro storico.

## Società

### Evoluzione demografica
Abitanti censiti

### Tradizioni e folclore

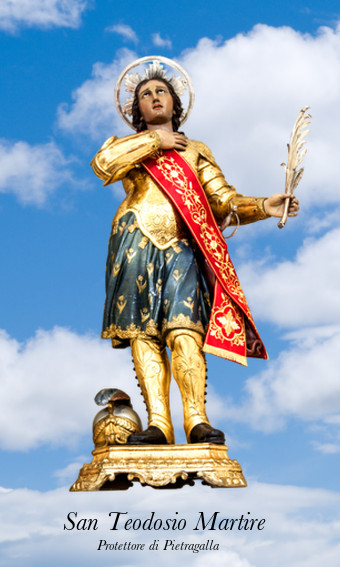
San Teodosio Martire, patrono di Pietragalla

- Festa di San Teodosio martire, santo patrono: sebbene la festa del santo sia in ottobre, la festa è stata spostata al 10 maggio. Tutte le mattine a partire dalla settimana precedente alla festa, si tengono spettacoli di fuochi pirotecnici e tra l'8 e il 10 maggio la banda musicale passa per le strade; sia nel pomeriggio del giorno precedente, sia nel pomeriggio della festa la statua del santo viene portata in processione. La festa termina con uno spettacolo musicale e con un ultimo spettacolo pirotecnico verso la mezzanotte.

## Sport
La principale squadra di calcio della città è la S.C. Pietragalla, nata nel 1999. Milita nella Promozione lucana.